# Oleg Verniaiev
Oleg Verniaiev, född 29 september 1993 i  Donetsk, är en ukrainsk gymnast.

## Karriär
Oleg Verniaiev tog guld i barr och silver i mångkampen vid OS 2016. Han har även tagit VM-guld i barr år 2014.